# マンホール (漫画)
『マンホール』は、筒井哲也による日本の漫画。『ヤングガンガン』（スクウェア・エニックス）にて、2004年創刊号から2006年10号まで連載された。単行本全3巻、廉価版全2巻。寄生虫を利用した犯罪事件と、それを追う警察の攻防を描いた、バイオ・ホラー作品である。
2009年、長崎県において第1巻が県少年保護育成条例に基づく有害図書類に指定された。

## あらすじ
12月のある夕暮れ、神奈川県笹原市の中央商店街に、右目が白濁した泥だらけの全裸の男が出現。道を行く大学生の男に「マ、マ」と語りかけた後突如吐血した。男はパニックに陥った大学生によって押し倒され、後頭部を強打して死亡した。検死に回されたその男の遺体から検出されたのは、謎の寄生虫だった。
翌日、現場に落とした携帯から警察への出頭を要請された大学生、雨宮は、事情聴取の最中に突如警察署を抜け出し、署の前の道路で車に跳ねられて死亡。砕け散った遺体から這い出てきたのは、またも謎の寄生虫だった。
笹原警察署の刑事である溝口健と井上菜緒は、全裸で変死した堀川義人の母親を訪ね、息子のギャンブルと暴力に耐えかねた両親が彼をある『施設』へ預けたことを知る。母親が唯一知っていた、その『施設』への引渡し場所へと赴くと、そこには奇妙な『マンホール』があった。そのマンホールの下に、彼らが見たものとは…!?
一方、同じ笹原警察署の滝本修一刑事は、市庁舎内のハローワークで職を探す堀川の父親に事件の聞き込みを行い、彼に言い寄ってきた、水野正章と名乗る自称写真家の存在を知る。その男は堀川の父親にこう言った。「私の目的は、この世に蔓延るクズどもを浄化することにある…（中略）…もうこんなクズどもは、いっそ脳手術でも施して地下施設へ隔離した方が、社会全体にとって有益だ…そうは思わないかね」と。
驚異的な感染力と未知の症状を引き起こす寄生虫を、誰が、何の目的で蔓延させたのか。警察、保健所らが捜査を続ける内に、事件の恐るべき実態が明らかになる……

## 登場人物

### 警察関係者
井上菜緒
本作の主人公。笹原署刑事課の若い女性刑事。常に溝口と共に捜査を行っている。若者特有の軽率な言動を溝口によく窘められるが、溝口のことは尊敬している様子である。マンホールの奇妙な点を発見してその後の捜査を大きく進展させるなど、刑事としての洞察力は鋭い方である。
溝口健
笹原署刑事課の刑事。髭を生やした厳つい人相の熊男だが、被害者をきちんと仏さんと呼んだり、どんな相手でも丁寧に接するなど、繊細な面を持ち合わせており、常に正義感を持って捜査を行う。コンビを組んでいる井上の軽率な言動を窘める一方で、自らボケを発揮することもしばしば。現在禁煙中で、煙草の代わりに常にチュパチャップスを舐めている。一日煙草を我慢出来た時の自分へのご褒美用に、イチゴ味のチュパチャップスをキープしている。
滝本修一
笹原署刑事課の老齢のベテラン刑事。この事件では単独で捜査することが多い。穏やかな人柄で、余程のことが無ければ動じない奥の深さも持ち合わせている。
喜多嶋
凄腕ハッカー。過去に幾つもの難事件を解決してきた。現在は警察庁と協力関係にある。元は著者の前作『リセット』の中心人物で、ゲストとして参戦している。
辰巳紀子
警察庁の職員。喜多嶋の上司的存在。
小泉孝一郎
笹原警察署長。下らない親父ギャグを連発するが、他に目立った特徴も無い普通の警察署長。
皆川喜晃
神奈川県警刑事部理事官。この事件の特別捜査本部本部長。上昇志向が高い若手のキャリア組。

### 犯人、被害者
水野正章
自称カメラマン。謎の寄生虫事件を引き起こした張本人。「ボツワナ紀行」という写真集を出しており、その中に、謎の寄生虫に関する記述がある。1940年愛知県出身、新聞社主催のフォトコンテストで二度入選歴があり、日本風景写真協会に加盟、という経歴があるが、本当の水野正章はこの事件とは無関係の人間で、真犯人は水野正章を騙った黒川宏という男であった。黒川宏は北海道立生物研究所の元研究員で、田村雅樹によっていたずらをされた少女の祖父でもある。変わり果てた孫娘を引き取って献身的に介護していたところに、田村から事件の詳細を記録したテープを送りつけられ、それを見てしまう。以降彼は凄まじいまでの意志を以って復讐、ひいては社会の浄化を目指すようになる。その時に水野正章の記した「ボツワナ紀行」で新種の寄生虫に関する記述を見つけ、それを利用することを考え付いた。
堀川義人
無職の男性、32歳。笹原中央商店街の路上に全裸で出現し、雨宮洋一に血を吐いた後、押し倒されて死亡。白濁した右目から謎の寄生虫が検出される。ギャンブル中毒で両親に暴力を振るっており、困り果てた両親は水野正章の紹介する『施設』に彼を送り込んだ。
雨宮洋一
大学生、20歳。笹原中央商店街の路上で堀川に吐血され、パニックに陥って彼を押し倒す。翌日事情聴取として警察署に赴くが、その途中で突如不可解な言動を取り出し、警察署を抜け出すが、署の前で車に跳ねられて死亡。砕け散った遺体から謎の寄生虫が検出される。
関口美香
大学生。雨宮洋一の同棲相手。雨宮の頬についていた血を舐めてしまい、自らも寄生虫に感染する。彼女の部屋にアロワナが飼われていたことから事件はさらに広まりを見せる。
田村雅樹
無職の男性、26歳。井上が捜査した『マンホール』から這い出て堀川と同様に全裸で市内を彷徨っていたところを女子中学生が発見。逃げるその女子中学生を追って彼女の家に侵入し、警察に保護される。高校卒業後アニメーションの専門学校に通っていたが、4年前に笹原市内で当時小学五年生の女子児童を車に連れ込んでいたずらをする事件を引き起こしている。

### 保健所関係者
池端秀雄
清水利晃
笹原保健所感染症対策係員。寄生虫事件に際し、感染対策を警察と行い、捜査に協力する職員。滝本に息が合っていると感心される。
戸川弘樹
笹原保健所所長。感染拡大を阻止するために大規模な殺虫作戦を実行する。

## 書誌情報
- 筒井哲也 『マンホール』 スクウェア・エニックス〈ヤングガンガンコミックス〉、全3巻
  - 1巻、2005年9月25日初版発行（2005年8月25日発売[2]）、ISBN 4-7575-1507-3
  - 2巻、2006年2月25日初版発行（2006年1月25日発売[2]）、ISBN 4-7575-1609-6
  - 3巻、2006年7月25日初版発行（2006年6月24日発売[2]）、ISBN 4-7575-1707-6
- 筒井哲也 『マンホール 〜脳を喰らう寄生虫〜』 スクウェア・エニックス〈ヤングガンガンコミックスリミックス〉、全2巻
  - 上巻、2008年6月発行（2008年5月10日発売[3]）、ISBN 978-4-7575-2296-1
  - 下巻、2008年6月発行（2008年5月10日発売[4]）、ISBN 978-4-7575-2297-8